# Espadanal (Ázere)
Espadanal é uma aldeia pertencente à freguesia de Ázere, concelho de Tábua, distrito de Coimbra.